# Swartz (Louisiana)
Swartz is een plaats (census-designated place) in de Amerikaanse staat Louisiana, en valt bestuurlijk gezien onder Ouachita Parish.

## Demografie
Bij de volkstelling in 2000 werd het aantal inwoners vastgesteld op 4247.

## Geografie
Volgens het United States Census Bureau beslaat de plaats een oppervlakte van
34,9 km², geheel bestaande uit land. Swartz ligt op ongeveer 30 m boven zeeniveau.

## Plaatsen in de nabije omgeving
De onderstaande figuur toont nabijgelegen plaatsen in een straal van 20 km rond Swartz.